# Capon Bridge (Virginia Occidental)
Capon Bridge es un pueblo ubicado en el condado de Hampshire en el estado estadounidense de Virginia Occidental. En el Censo de 2010 tenía una población de 355 habitantes y una densidad poblacional de 196,37 personas por km².

## Geografía
Capon Bridge se encuentra ubicado en las coordenadas 39°18′6″N 78°25′59″O / 39.30167, -78.43306. Según la Oficina del Censo de los Estados Unidos, Capon Bridge tiene una superficie total de 1.81 km², de la cual 1.74 km² corresponden a tierra firme y (3.87%) 0.07 km² es agua.

## Demografía
Según el censo de 2010, había 355 personas residiendo en Capon Bridge. La densidad de población era de 196,37 hab./km². De los 355 habitantes, Capon Bridge estaba compuesto por el 96.9% blancos, el 1.69% eran afroamericanos, el 0% eran amerindios, el 0% eran asiáticos, el 0% eran isleños del Pacífico, el 0.56% eran de otras razas y el 0.85% pertenecían a dos o más razas. Del total de la población el 3.1% eran hispanos o latinos de cualquier raza.